# Republiken Baden
Republiken Baden var en republik som grundades ur Storhertigdömet Baden i november 1918 och utgjorde en del av Tyska riket. Republiken upplöstes 1945 efter Tysklands nederlag i andra världskriget.

## Politik och förvaltning
21 mars 1919 antogs en ny författning, bekräftad genom folkomröstning 13 april samma år. Enligt den är fristaten Baden en republik och del av Tyska riket. Alla förutvarande privilegier var avskaffade och kvinnor åtnjöt samma medborgerliga rättigheter som män och var valbara till alla offentliga ämbeten. Statskyrkan var avskaffad och full religionsfrihet rådde, dock var religionsundervisning obligatorisk i alla skolor.
Folkinitiativ, referendum och proportionellt valsystem infördes. Röstberättigade var alla medborgare, som fyllt 21 år. Riksdagen bestod av en kammare, vars 186 medlemmar valdes till ett antal av en för 10 000 valmän. Valbara var alla röstberättigade, som fyllt 25 år. Regeringen utgjordes av 5 ministrar, varav en var ordförande och tillika statspresident, samt 4 statsråd utan portfölj, alla valda av riksdagen.

## Historia
I Baden antogs juli 1904 en författningsreform, varigenom direkt valrätt infördes till lantdagen och Första kammaren demokratiserades genom inrättande av valkurier för handel, industri, jordbruk, större och mellanstora städer. Lantdagsvalen 1905 gjorde centern till Andra kammarens starkaste parti, men en sammanslutning av nationalliberaler, frisinnade och demokrater i taktisk allians med socialdemokraterna ("storblocket") omöjliggjorde klerikal-konservativ majoritet vid kulturfrågors behandling. Efter valen bildades ny ministär av Alexander von Dusch, vilken som konseljpresident kvarstod till december 1917 och ledde styrelsen i moderat framstegsvänlig anda.
Vid lantdagsvalen 1913 ökades centern och de konservativa i mandatantal, och "storblockets" majoritet blev mindre säker. Regeringen motsatte sig 1913 kraven på proportionella val och 1914 vänsterns yrkande på den obligatoriska religionsundervisningens avskaffande.
Under Första världskriget rådde i det längsta borgfred mellan partierna, men november 1917 utträdde socialdemokraterna ur "storblocket", och kraftiga yrkanden på ny författningsreform framställdes. Duschs efterträdare som konseljpresident, Heinrich von Bodman, avtalade med lantdagspartierna oktober 1918 genomförande av en strängt parlamentarisk styrelseform, men denna utveckling afbröts genom revolutionen. Storhertig Fredrik II (regerande från sin fader Fredrik I:s död 1907) avsade sig 22 november 1918 tronen för sig och sin ätt (en provisorisk regering av representanter för socialdemokraterna, de liberala och centern hade bildats redan 10 november). Revolutionen försiggick i Baden stillsammare än i någon annan tysk landsdel, och endast Karlsruhe och Mannheim berördes av spartakiströrelsen.
Styrelsen har sedan den republikanska författningens införande 1919 förts av koalitionsregeringar med representanter för socialdemokraterna, demokraterna och centern; statspresident och ordförande i regeringen var 1922 H. Hummel. Enligt Versaillesfreden 1919 besatte fransmännen till 1935 Hanauområdet och Kehl, och till 1927 utgör Kehl tillsammans med Strassburg en enhetlig Rhenhamn.